# Jorge Bacelar Gouveia
Jorge Cláudio de Bacelar Gouveia (Lisboa, 1 de julho de 1966) é um jurista português (professor catedrático de Direito, advogado, jurisconsulto e árbitro).

## Biografia
Síntese
Licenciado em Direito, na menção de Ciências Jurídico-Políticas, pela Faculdade de Direito da Universidade de Lisboa (1989). Mestre em Direito, na especialidade de Ciências Jurídico-Políticas, pela Faculdade de Direito da Universidade de Lisboa (1993). Doutor em Direito, na especialidade de Direito Público, pela Faculdade de Direito da Universidade NOVA de Lisboa (NOVA School of Law), aprovado por unanimidade com Distinção e Louvor  (1999). Agregado em Direito, na especialidade de Direito Público, pela Faculdade de Direito da Universidade NOVA de Lisboa (NOVA School of Law), aprovado por unanimidade (método secreto de bolas brancas e bolas pretas) (2007).
Professor Catedrático da Universidade Nova de Lisboa (desde 2009) e Professor Catedrático da Universidade Autónoma de Lisboa (desde 2008). Presidente do Instituto de Direito e Segurança. Presidente do OSCOT.
Advogado, Jurisconsulto e Árbitro (Árbitro judicial nacional e internacional, Árbitro da jurisdição administrativa e fiscal, Árbitro do Conselho Económico e Social e Árbitro do Centro de Arbitragem Administrativa).
Autor de mais de 300 títulos, com manuais, monografias e artigos científicos em diversos domínios científicos, jurídicos e extrajurídicos, de que se evidencia o Direito Constitucional (incluindo os Direitos Fundamentais, o Direito Regional e o Direito Eleitoral), o Direito Internacional Público (incluindo os Direitos Humanos, o Direito do Mar e o Direito do Espaço), o Direito Fiscal, o Direito da Segurança, o Direito da Religião e o Direito Comparado de Língua Portuguesa.

Dados pessoais

Nome completo: Jorge Cláudio de Bacelar Gouveia
Naturalidade: Lisboa
Cidadania: portuguesa
Email: jorgebacelargouveia@live.com – jorgebacelargouveia@gmail.com
Website: www.jorgebacelargouveia.com
Orcid ID: Orcid.org/0000-0003-1377-3179

Elementos científicos
Licenciado em Direito, na menção de Ciências Jurídico-Políticas, pela Faculdade de Direito da Universidade de Lisboa, com a classificação final de 16 valores (1989)
Mestre em Direito, na especialidade de Ciências Jurídico-Políticas, pela Faculdade de Direito da Universidade de Lisboa, com a classificação final de Bom com Distinção – 17 valores (1993)
Doutor em Direito, na especialidade de Direito Público, pela Faculdade de Direito da Universidade NOVA de Lisboa (NOVA School of Law), com a classificação máxima de Aprovado com Distinção e Louvor, por unanimidade (1999)
Agregado em Direito, na especialidade de Direito Público, pela Faculdade de Direito da Universidade NOVA de Lisboa (NOVA School of Law), tendo sido aprovado por unanimidade (método de votação secreto por bolas brancas e bolas pretas) (2007)
Professor Catedrático da Faculdade de Direito da Universidade NOVA de Lisboa (NOVA School of Law)(www.novalaw.unl.pt) (desde 1.7.2009) e presidente do respetivo Conselho Científico (2014-2020)
Professor Catedrático da Universidade Autónoma de Lisboa (www.autonoma.pt) (desde 1.9.2008)
Professor Visitante e Coordenador Científico do Curso de Doutoramento em Direito da Faculdade de Direito da Universidade Católica de Moçambique (desde 2016, e já com três edições)
Coordenador do Mestrado em Direito e Segurança da Faculdade de Direito da Universidade Nova de Lisboa (2007-2019)
Coordenador do Doutoramento em Direito e Segurança da Faculdade de Direito da Universidade Nova de Lisboa (2013-2020)

Atividade forense
Advogado (desde 1991)
Jurisconsulto (desde 1989)
Árbitro judicial nacional e internacional
Árbitro da jurisdição administrativa e fiscal
Árbitro do CES – Conselho Económico e Social
Árbitro do CAAD – Centro de Arbitragem Administrativa
Investigação científica
Membro do CEDIS – Centro de Investigação & Desenvolvimento sobre Direito e Sociedade (desde 1999) (cedis.fd.unl.pt) e seu Diretor (2012-2016)
Antigo Presidente do IDiP – Instituto de Direito Público (2003-2019)
Diretor da ReDiP – Revista de Direito Público (desde 2009)
Antigo Presidente do IDiLP – Instituto do Direito de Língua Portuguesa (2010-2019)
Diretor da ReDiLP – Revista do Direito de Língua Portuguesa (desde 2013)
Presidente do IDeS – Instituto de Direito e Segurança (desde 2013) (www.ides.pt)
Diretor da RDeS – Revista de Direito e Segurança (desde 2013)
Presidente do InsDiSe - Instituto de Estudos Sobre Direito e Sociedade (desde 2021)
Antigo Delegado de Portugal ao Subcomité Jurídico do Comité das Nações Unidas para o Uso Pacífico do Espaço Exterior (UN COPUOS) (2018-2019)

Principais publicações jurídicas

Vasta bibliografia publicada, com mais de 300 títulos, sobre Direito Constitucional, Ciência Política, Direito Administrativo, Direito Internacional Público, Direito Comparado, Direito Fiscal, Direito Financeiro, Direito da Religião, Direito da Segurança, de que se evidenciam estas obras:
             - Estudos de Direito Público de Língua Portuguesa, Almedina, Coimbra, 2003
             - Direito Internacional Penal – uma perspetiva dogmático-crítica, Almedina, Coimbra, 2008
             - As Constituições dos Estados de Língua Portuguesa, 3ª ed., Almedina, Coimbra, 2012
             - Direito Constitucional de Língua Portuguesa – caminhos de um Constitucionalismo Singular, Almedina, Coimbra, 2012
             - Direito, Religião e Sociedade no Estado Constitucional, IDiP-IDiLP, Lisboa, 2012
- Direito Constitucional de Timor-Leste, IDiLP, Lisboa/Díli, 2012
- Direito Constitucional de Angola, IDiLP, Lisboa/Luanda, 2014
             - Direito Constitucional de Moçambique, IDiLP, Lisboa/Maputo, 2015
             - Manual de Direito Constitucional, I e II vols., 7. ed., Almedina, Coimbra, 2021
- Manual de Direito Internacional Público, 6ª ed., Almedina, Coimbra, 2022
- Direito da Segurança, 2ª ed., Almedina, Coimbra, 2020
Antigo Vice-Provedor da Santa Casa da Misericórdia de Lisboa (com funções na área da inspeção e auditoria, entre outras) (2002-2005)
Antigo Presidente do Conselho de Fiscalização do Sistema de Informações da República Portuguesa (eleito pela Assembleia da República) (2004-2008)
Antigo Deputado à Assembleia Municipal de Lisboa (2002-2006)
Antigo Membro da Comissão da Liberdade Religiosa (2004-2009)
Antigo Deputado à Assembleia da República de Portugal na XI Legislatura (2009-2011) (www.parlamento.pt)
Presidente do Conselho Diretivo do OSCOT – Observatório sobre Segurança, Criminalidade Organizada e Terrorismo (2022-….), sendo ainda seu presidente honorário; Antigo Presidente do Conselho Fiscal do OSCOT (2014-2016); ex-Presidente da Mesa da Assembleia Geral do OSCOT (2016-2022)
Antigo Presidente do Conselho Fiscal e Disciplinar do Sporting Clube de Portugal (2013-2017)
Ex-Presidente do Conselho Fiscal da Ordem dos Advogados Portugueses (triénios 2017-2019 e 2020-2022) (www.oa.pt)

Em conjunto com Fausto de Quadros, Jorge Miranda, José Manuel Sérvulo Correia e outros especialistas considera a Eutanásia inconstitucional à luz da Constituição Portuguesa de 1976.